# Strohballenfigur

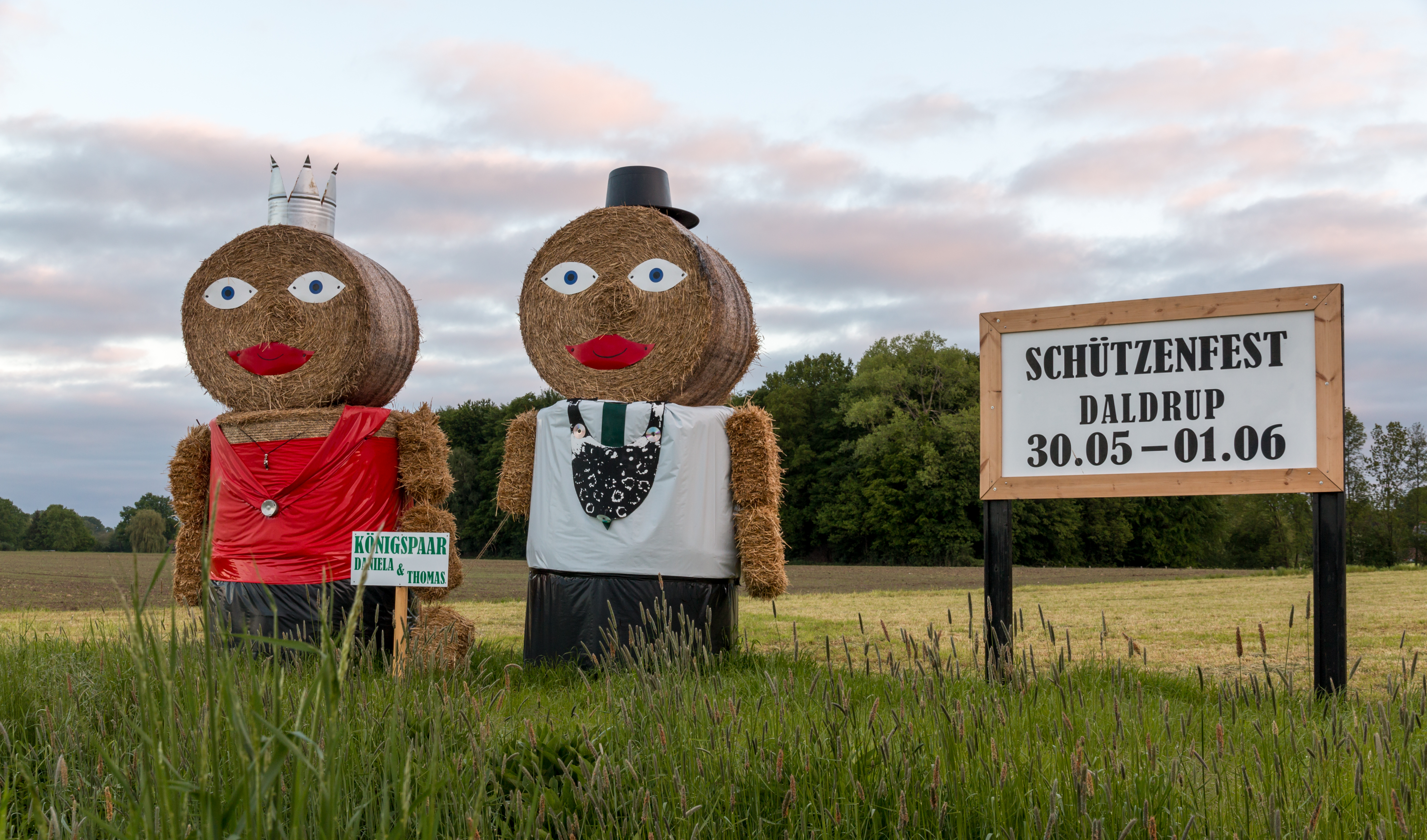
Strohballenfiguren bei der Bauerschaft Daldrup (2015)

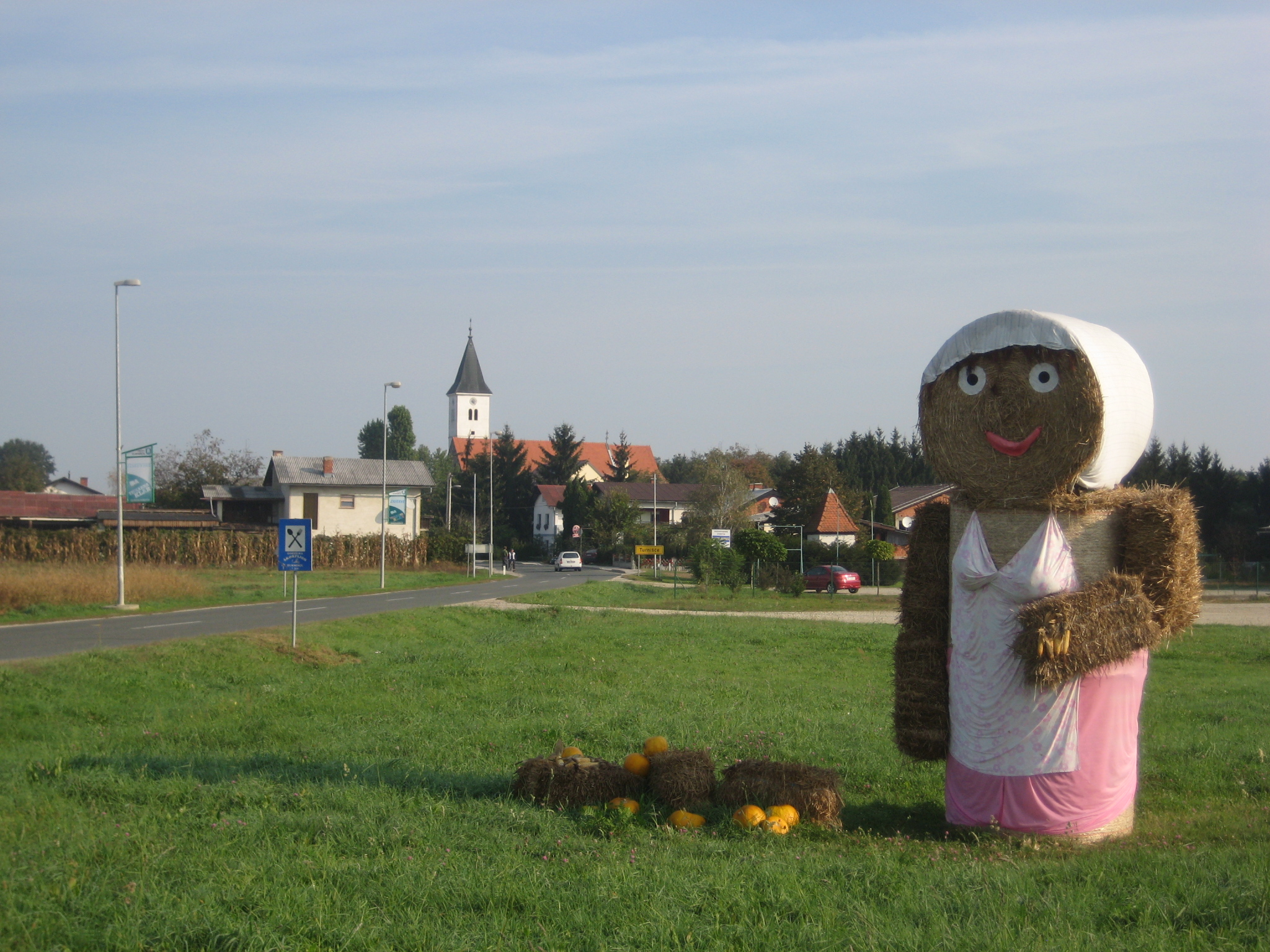
Strohballenfigur in Turnišče in Slowenien (2009)

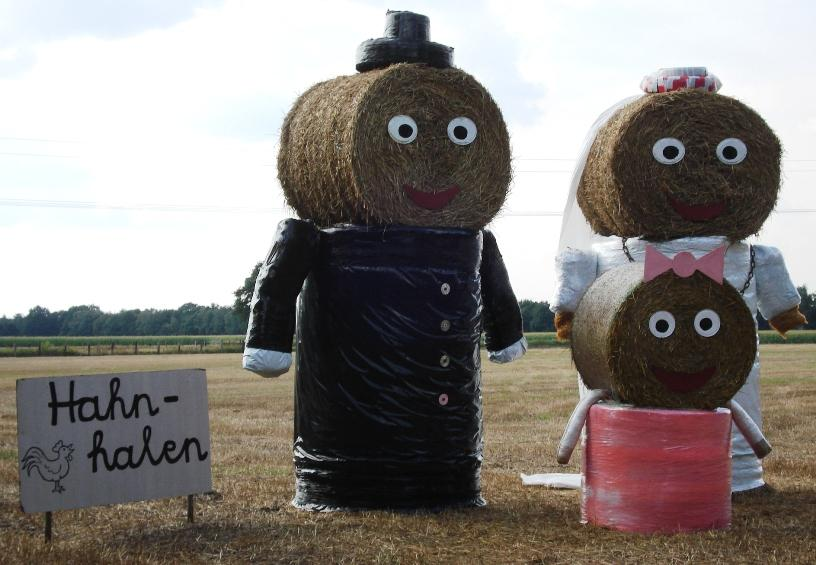
Brautpaar mit Kind als Strohfiguren und Hinweisschild zum Hahn holen (2008)

Eine Strohballenfigur ist meist eine mehrere Meter hohe Figur, die aus mehreren übereinander gestellten Rundballen aus Stroh besteht. Überwiegend werden mit ihr Menschen dargestellt. Zur Kennzeichnung menschlicher Gesichtszüge, wie Augen, Mund und Nase, werden verschiedene Dekorationen angebracht. Darüber hinaus werden die Rundballen oft mit symbolischen Bekleidungen und Kopfbedeckungen versehen. Strohballenfigur stellen gelegentlich auch andere Objekte dar, wie Tiere oder landwirtschaftliche Fahrzeuge.
Strohballenfiguren kommen meistens in der zweiten Jahreshälfte zur Aufstellung, wenn nach der Getreideernte Rundballen aus Stroh zur Verfügung stehen. Deswegen werden die Figuren gelegentlich auch als Erntepuppen bezeichnet. Die Ballenfiguren werden oft außerhalb von Siedlungen auf Wiesen und Feldern in Straßennähe platziert. Damit sollen Verkehrsteilnehmer plakativ auf Festveranstaltungen, wie Ortsjubiläum, Erntedankfest, Schützenfest oder Weihnachtsmarkt, aufmerksam gemacht werden. Strohballenfiguren werden auch aus anderen Gründen aufgestellt, wie private Feiern, Hochzeiten oder zur kommerziellen Werbung.
Das Aufstellen von Strohballenfiguren erfolgt meist in ländlich geprägten Gebieten. Eine lange Tradition hat der Brauch nicht, da Rundballen erst in den 1970er Jahren in der Landwirtschaft aufkamen.